# Bhagawadgita

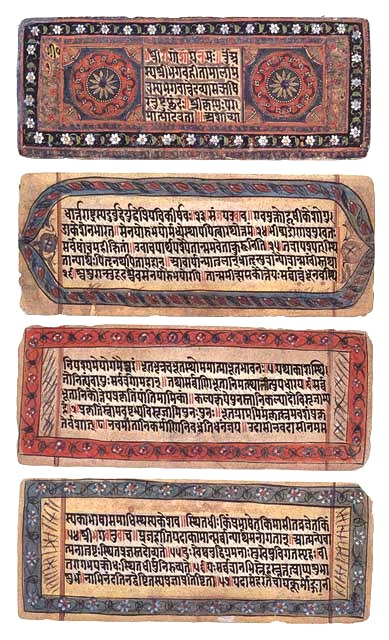
Fragment XIX-wiecznego manuskryptu

Bhagawadgita (sanskryt भगवद्गीता Bhagavadgītā, Pieśń Pana) – gita (pieśń) w formie dialogu stanowiąca niewielką część epickiego poematu Mahabharaty (ok. 700 strof Bhiszma-Parwa, rozdziały 23–40). Jedna ze świętych ksiąg hinduizmu skomponowana najprawdopodobniej pomiędzy III a II wiekiem p.n.e.

## Powstanie
Bhagawadgita powstała około III wieku p.n.e. jako odrębny tekst. Dokładna analiza treści ujawnia pewne sprzeczności, które według badaczy świadczą o późniejszych, licznych przeróbkach. Dopiero tak zmieniony utwór został najprawdopodobniej w pierwszych wiekach naszej ery włączony do VI księgi Mahabharaty.
Pomimo tego, iż autor (autorzy?) Gity pozostaje nieznany, jakość wykonanej przez niego pracy wskazuje według uczonych na znaczny kunszt (Winternitz, autor monograficznej „Historii literatury indyjskiej” nazywa go wręcz wielkim poetą).

## Treść
Utwór jest pouczeniem w formie dialogu filozoficznego o tematyce etycznej.
Rozmowę prowadzą książę Ardźuna, przywódca armii, która ma za chwilę stoczyć bitwę, i woźnica jego rydwanu, bóg Kryszna (który wcielił się w wodza plemienia Jadawów). Starcie ma być ostatecznym rozstrzygnięciem długotrwałego konfliktu o sporne królestwo, pomiędzy zwaśnionymi, ale spokrewnionymi rodami Kaurawów i Pandawów (motyw przewodni Mahabharaty). Ardźunę podczas ostatniej inspekcji wojsk ogarniają jednak wątpliwości. Grzechem i szaleństwem wydaje mu się walka z najbliższymi członkami rodziny, nawet jeżeli postępują niegodnie (zawłaszczenie królestwa). Dla niego w tej wojnie nie będzie wygranych, a ze swoich rozterek zwierza się Krysznie.
Całość podzielona jest na osiemnaście pieśni (lekcji), w których Kryszna udziela Ardźunie wsparcia i rozwiewa jego wątpliwości. Co więcej nakazuje zagubionemu księciu wypełnić, wynikający z jego pozycji społecznej obowiązek (przeciwstawienia się złu) i nadaje takiej postawie znaczenie religijno-mistyczne. Sprawia to, iż utwór staje się tak naprawdę pierwszym traktatem w historii całkowicie poświęconym sankhji-jodze, a Kryszna wykorzystuje tylko zaistniałą sytuację do wyjaśnienia rozmówcy natury rzeczywistości i przedstawia ścieżki prowadzące do jej rozpoznania.

### Pieśni
- Pieśń 1 to rozpacz Ardźuny stojącego ze swoim wojskiem na Polach Kuru w rozstrzygającej bitwie wojny domowej pomiędzy spokrewnionymi rodami Kaurawów i Pandawów. Ardźuna, jako wódz Pandawów, uważa, że taka wojna jest bratobójcza i niegodna wojownika. Uważa, że dla tronu i kawałka ziemi nie warto walczyć z krewnymi, gdyż zabijanie jest grzechem.
- Pieśń 2 to pouczenie, które otrzymuje Ardźuna z ust Kryszny. Bóg upomina księcia i mówi mu, że jest kszatriją (wojownikiem) i jego obowiązkiem jest walka. W filozofii krysznaickiej każdy stan i każdy człowiek mają bowiem do spełnienia swoją rolę, od której nie można się uchylić. Przypomina zarazem, że śmierć w bitwie jest tylko przejściem do innego stanu i choć zginie ciało, to jednak duch przybierze inną postać.
- Pieśń 3 to rozwinięcie poprzedniej pieśni. Ardźuna nadal ma wątpliwości i Kryszna bardziej szczegółowo tłumaczy mu jego powinności. Pieśń nosi tytuł „Joga czynu”. Kryszna mówi, że każdy człowiek ma do spełnienia swoją dharmę i każda dharma, choćby najtrudniejsza, ale własna, jest lepsza od cudzej. Dharmą Ardźuny jest czyn/działanie, ale tylko wtedy będzie ono miało sens zbawczy, jeśli zostanie spełniony bezinteresownie.
- Pieśń 4 to „Joga wiedzy”. Kryszna objawia tutaj tajemnicę swoich awatarów, jak również ich kolejność i sens. Wiedza o charakterze gnostyckim w jego ujęciu staje się najwyższym celem człowieka na ziemi.
- Pieśń 5 to przedstawienie pewnej sprzeczności polegającej na tym, że drogą człowieka w krysznaizmie jest zarówno „czyn”, jak i „zaniechanie czynu”. Kryszna objaśnia w tej pieśni pozorną sprzeczność między tymi pojęciami.
- Pieśń 6 to wskazówki dla medytacji. Kryszna poucza Ardźunę, iż ten, kto zawsze medytuje o nim z wiarą i miłością, jest najlepszym z joginów.
- Pieśń 7 dotyczy kilku wątków dotyczących natury świata materii i świata ducha, ale przede wszystkim Kryszna wyjaśnia w niej, że ludzie o małej inteligencji dążą do bogactw tego świata, uprawiając określony kult, i nawet nie zdają sobie sprawy, że to on tak naprawdę obdarza nimi daną osobę. Takie osoby mogą traktować go jako bezosobowego, nie znając jego wyższej natury, ale ci, którzy osiągnęli prawdziwą wiedzę poprzez wiele pobożnych żywotów, ostatecznie podporządkowują się Jemu jako przyczynie wszystkich przyczyn i w ten sposób poznają Go osobiście takim, jakim jest.
- Pieśń 8 – w niej Kryszna tłumaczy, jak stan świadomości w chwili śmierci decyduje o dalszym przeznaczeniu żywej istoty. Wyjaśnia różnicę między naturą świata duchowego a materialnego. Opisana jest również praktyka doskonałego jogina mistyka.
- Pieśń 9 to objawienie „królewskiej tajemnicy”. Kryszna objawia się jako władca wszechrzeczy, jako władca samsary. Tych, którzy tego nie dostrzegają, nazywa „zaślepionymi”, a jedyną drogą do niego jest wzbudzenie w sobie bhakti, czyli miłości skierowanej wyłącznie do niego samego. Mówi, iż mniej inteligentni uznają go jako bezosobowego, podczas gdy podobna ludzkiej forma jest oryginalnym przedstawieniem Jego transcendentalnej natury.
- Pieśń 10 – według tradycji zawiera cztery wersety będące nasieniem całej Bhagawadgity: 10.08-10.11. W pierwszym z nich Kryszna mówi, że jest źródłem wszystkiego, co jest, że wszystkie światy emanują z niego. W następnych opisuje szczęście swoich wielbicieli oraz sposób, w jaki rozświetla ich serca wiedzą, która prowadzi ich do Niego.
- Pieśń 11 – w niej następuje opis, jak Kryszna daje wizję i objawia Ardźunie swoją oszałamiającą i przerażającą formę kosmiczną, która początkowo burzy Ardźuny inteligencję. Tłumaczy też, jak w obliczu nieuniknionego przeznaczenia powinien działać Ardźuna.
- Pieśń 12 to „joga miłości”. „Widzenie” znika, a Kryszna mówi, że jest źródłem i celem dharmy, przedmiotem medytacji i czci. Przedstawia się jako bóg osobowy, a drogą człowieka jest unikanie jakichkolwiek uczuć, zarówno pozytywnych, jak i negatywnych w stosunku do kogokolwiek. Jednak z drugiej strony nakazuje wyzbyć się pychy jako czynnika negatywnego i posiąść cnotę cierpliwości, jako czynnika pozytywnego.
- Pieśń 13 to wykład ontologii krysznaickiej. Kryszna przedstawia w nim 25 tattw – elementów, z których składa się prakryti (materia, natura) i przeciwstawia im Puruszę, czyli ducha obecnego we wszystkim. Następnie rekapituluje swoje dotychczasowe zalecenia.
- Pieśń 14 to rozwinięcie tez zawartych w poprzedniej pieśni, czyli wykład teorii trzech gun. Są to: sattwa, radźas i tamas, czyli: światło, pożądanie i zaślepienie. Wyjaśnia ich sens i mówi, że tylko wyzwolenie się z nich jest prawdziwą drogą do Niego.
- Pieśń 15 to dalszy ciąg rozwinięcia Pieśni 13. W tej lekcji Kryszna mówi o puruszy, o tym, że jest to przejaw jego samego w świecie.
- Pieśń 16 to wykład na temat różnic między „losem boskim” a „asurowym” (demonicznym). Losem boskim są wszystkie pozytywne według Krysznaitów cechy, takie jak: odwaga, czystość wewnętrzna, łagodność czy uczciwość, natomiast „losem asurowym” jest m.in.: pycha, próżność, pożądliwość, egoizm, gniew czy opryskliwość. Według Kryszny „potrójnymi wrotami piekieł” są: pragnienie, gniew i żądze.
- Pieśń 17 to wykład ontologii wiary. Kryszna dzieli wiarę na trzy rodzaje: postawę ciała, postawę słowa i postawę umysłu, a następnie omawia każdą z nich.
- Pieśń 18 to podsumowanie wszystkich rozważań. Kryszna powtarza jeszcze raz istotę jogi, która polega na nieustannym myśleniu o nim i zostaniu jego wielbicielem. Konkludując, mówi, aby bez lęku porzucić wszelkie rodzaje dharmy (obowiązków religijnych) i po prostu podporządkować się jemu, a wtedy będzie się uchronionym od wszelkich następstw grzechów i on osobiście wyzwoli taką osobę.

Bhagawadgita kończy się apostrofą do Kryszny oraz Ardźuny, wychwalającą ich wielkość.

## Znaczenie
Bhagawadgita jest świętą księgą wisznuitów, zyskała sobie jednak nabożny szacunek niemal wszystkich Hindusów. Jest też do dzisiaj najbardziej popularnym traktatem religijnym w Indiach. Fenomen ten przypisuje się swoistemu synkretyzmowi, dzięki któremu najbardziej przeciwstawne doktryny religijne subkontynentu zostały w niej bardzo udanie zunifikowane. Charakterystyczny dla hymnów wedyjskich nakaz wielbienia jednego Boga, spekulacje metafizyczne Upaniszad, dewocyjność ruchów bhakti oraz teorie i metody sankhji-jogi, znalazły w niej wielką ideową syntezę.
Ogromną zasługą Bhagawadgity jest również fakt, iż wskazuje drogę osobistego wyzwolenia skierowaną do przeciętnego, religijnego człowieka. Wiąże się to z załagodzeniem tak charakterystycznego dla całego hinduizmu rozdźwięku pomiędzy odwiecznie przeciwstawianymi sobie postawami, życia w świecie (samwritti) i porzucenia doczesności (niwritti). W tym celu codzienne działanie zwykłego, pobożnego Hindusa i asceza świętych mężów (sadhu), zostały w Gicie przedstawione jako równoważne. Wyzwolenie jest według jej autorów dostępne każdemu, ponieważ można je osiągnąć na różne sposoby (różne rodzaje jogi).
Joga w Bhagawadgicie rozumiana jest jednak inaczej niż w późniejszych Jogasutrach Patańdżalego i ma znaczenie szersze. To nacechowane mistycyzmem dokładne wypełnianie swoich powinności, przy jednoczesnym braku przywiązania do przeznaczonego człowiekowi działania (oraz jego owoców). Ma to umożliwić wywiązanie się z ziemskich zobowiązań przy jednoczesnym przerwaniu przyczynowo-skutkowego prawa karmana, co z w ostatecznym założeniu ma prowadzić do zespolenia z bóstwem.

### Odbiór poza Indiami
Poemat stał się bardzo znany również poza subkontynentem. Już w XI wieku perski uczony i podróżnik Al-Biruni, który spędził w Indiach dużą część swojego życia, szczycił się znajomością Bhagawadgity i bardzo ją cenił. W Europie pierwszego przekładu na język angielski dokonał Charles Wilkins w 1785 roku. W 1823 August Wilhelm Schlegel przetłumaczył Gitę na łacinę, dzięki czemu z jej tekstem zapoznał się Wilhelm von Humboldt (w rok później zachwycony poematem wygłosił poświęconą mu dysertację na Uniwersytecie Berlińskim, wtedy jeszcze Akademii). W późniejszym czasie za pośrednictwem tłumaczenia Schlegela Bhagawadgita została przetłumaczona na większość języków europejskich.
Cytatem z Bhagawadgity – słowami Kryszny: I stałem się śmiercią, niszczycielem światów – posłużył się Robert Oppenheimer dyrektor naukowy Projektu Manhattan, relacjonując obserwację pierwszej (próbnej) eksplozji jądrowej na poligonie, w stanie Nowy Meksyk (lipiec 1945). Prof. Oppenheimer twierdził również, że bezpośrednio po pierwszym rozbłysku przyszedł mu na myśl kolejny z wersów: Na kształt tysięcy słońc, nagle wśród niebios rozbłysłych, rozjarzyła się chwała najwyższego Pana (Pieśń XI, wers 12 w przekładzie Wandy Dynowskiej).

## Polskie przekłady
- (Pieśń I-III). Julian A. Święcicki, Historya literatury powszechnej w monografijach, t. IV: Historya literatury indyjskiej, Warszawa: Biblioteka Dzieł Wyborowych, 1902, s. 244–246.
- (Pieśń XI, XII). Antoni Lange, Dywan Wschodni, Warszawa 1902, s. 348–355
- Bhagawad Gita. Stanisław Franciszek Michalski-Iwieński, Ultima Thule, Warszawa 1910, 1921, 1927 (wyd. 3. poprawione)
- Bhagavad Gītā. Bronisław Olszewski, Brody 1902, Warszawa 1910 (przedruk w: Antoni Lange, Epos. Zbiór arcydzieł poezyi epickiej, t. 4: Epos indyjskie, Brody 1911)
- Bhagavad Gita: Pieśń Pana. Wanda Dynowska, Swatantrapur 1947, Madras 1956, 1957, Bombaj 1972
- Bhagavad-gita Taka Jaką Jest. Z sanskrytu na angielski: A.C.Bhaktivedanta Swami Prabhupada, z angielskiego na polski: NN, Wyd. Bhaktivedanta Book Trust, Paris 1980, Vaduz 1981, 1982, 1986
- Bhagawadgita, czyli Pieśń Pana. Joanna Sachse, Wrocław: Ossolineum, 1988 (Biblioteka Narodowa, seria II: nr 224)
- Bhagawadgita. Marta Kudelska, Kraków: Oficyna Literacka 1995
- Bhagawadgita. Święta Pieśń Pana. Anna Rucińska, Warszawa: Sawitar, 2002
- Bhagawadgita. Iwona Szuwalska, Wyd. Quo Vadis, Warszawa 2005
- Bhagawad Gita. Greta Prema, ISBN 978-83-62066-04-9, Wydawnictwo Virtualo, Warszawa 2009
- Bhagawadgita. Artur Stadnik, ISBN 978-83-60170-24-3, Wydawnictwo Purana, Wrocław 2009
- Bhagawad Gita. Barbara Mikołajewska, w: Mahabharata, tom IV (Bhiszma Parva i Drona Parva), ISBN 1-929865-37-6, Wyd. TLVP, New Haven, USA 2010
- Bhagawadgita, czyli Pieśń Czcigodnego. Joanna Sachse, Wrocław: Instytut Studiów Klasycznych, Śródziemnomorskich i Orientalnych Uniwersytetu Wrocławskiego, Wrocław 2020

Opracowania:
- Joanna Sachse, Ze studiów nad Bhagawadgitą, Wrocław 1988 (Classica Wratislaviensia XIV).
- Alicja Łozowska, „Bhagawadgita” w polskich przekładach, „Przegląd Orientalistyczny”, nr 3-4, 2008, s. 137–152